# 蒽嵌蒽-6-甲醛
蒽嵌蒽-6-甲醛（二苯并[def,mno]䓛-6-甲醛）是一种有机化合物，化学式为C23H12O。蒽嵌蒽的维尔斯迈尔甲酰化反应制得。它可以被硼氢化钠还原为蒽嵌蒽-6-甲醇。